# Садківська сільська рада (Заліщицький район)
Садкі́вська сільська́ ра́да — адміністративно-територіальна одиниця та орган місцевого самоврядування в Заліщицькому районі Тернопільської області. Адміністративний центр — село Садки.

## Загальні відомості
- Територія ради: 14,45 км²
- Населення ради: 1 040 осіб (станом на 2001 рік)
- Територією ради протікає річка Джурин

## Населені пункти
Сільській раді підпорядковані населені пункти:
- с. Садки

## Склад ради
Рада складається з 15 депутатів та голови.
- Голова ради: Драган Марія Михайлівна
- Секретар ради: Шипітко Світлана Степанівна

### Керівний склад попередніх скликань
| Прізвище, ім'я, по батькові     | Основні відомості                                                 | Дата обрання | Дата звільнення |
| ------------------------------- | ----------------------------------------------------------------- | ------------ | --------------- |
| Дорожинський Володимир Іванович | Сільський голова, 1974 року народження, безпартійний              | 26.03.2006   | 01.10.2008      |
| Драган Марія Михайлівна         | Сільський голова, 1954 року народження, освіта вища, позапартійна | 15.03.2009   | 31.10.2010      |
| Драган Марія Михайлівна         | Сільський голова, 1954 року народження, освіта вища, позапартійна | 31.10.2010   |                 |

Примітка: таблиця складена за даними сайту Верховної Ради України

### Депутати
За результатами місцевих виборів 2010 року депутатами ради стали:

#### За суб'єктами висування
| Суб'єкт висування | Кількість обраних депутатів | %   |
| ----------------- | --------------------------- | --- |
| Самовисування     | 15                          | 100 |

#### За округами
| № округу | Прізвище, ім'я, по батькові  | Дата визнання обраним | Освіта           | Партійна приналежність | Відомості про обраного депутата                                        |
| -------- | ---------------------------- | --------------------- | ---------------- | ---------------------- | ---------------------------------------------------------------------- |
| 1        | Макара Валерій Степанович    | 02.11.2010            | середня          | позапартійний          | приватний підприємець                                                  |
| 2        | Мацуляк Йосип Михайлович     | 02.11.2010            | середня          | позапартійний          |                                                                        |
| 3        | Дутчак Борис Дмитрович       | 02.11.2010            | середня          | позапартійний          | ПП «Ровекс», водій                                                     |
| 4        | Стасюк Дмитро Васильович     | 03.06.2012            | незакінчена вища | позапартійний          | Чернівецький університет, студент                                      |
| 5        | Стасюк Василь Павлович       | 02.11.2010            | середня          | позапартійний          |                                                                        |
| 6        | Савоцька Ганна Богданівна    | 02.11.2010            | вища             | позапартійна           | Виконкомс. Садки, бухгалтер                                            |
| 7        | Шипітко Світлана Степанівна  | 02.11.2010            | середня          | позапартійна           | Виконкомс. Садки, секретарка                                           |
| 8        | Сасанчин Галина Іванівна     | 02.11.2010            | середня          | позапартійна           | Виконкомс. Садки, землевпорядник                                       |
| 9        | Торкот Василь Степанович     | 03.06.2012            | вища             | позапартійний          | тимчасово не працює                                                    |
| 10       | Сасанчин Іван Іванович       | 02.11.2010            | вища             | позапартійний          |                                                                        |
| 11       | Юріїв Любов Іванівна         | 02.11.2010            | середня          | позапартійна           |                                                                        |
| 12       | Стасюк Наталія Богданівна    | 02.11.2010            | вища             | позапартійна           | загальноосвітня школа с. Садки, заступник директора по виховній роботі |
| 13       | Михайлюк Олександра Павлівна | 02.11.2010            | середня          | позапартійна           | страхова компанія "Оранта"м. Заліщики, страховий агент                 |
| 14       | Татарин Галина Іванівна      | 02.11.2010            | середня          | позапартійна           |                                                                        |
| 15       | Ягнич Парасковія Ярославівна | 02.11.2010            | середня          | позапартійна           | фельдшерсько-акушерський пунктс. Садки, акушер                         |